# NASA Astronaut Group 15
Il NASA Astronaut Group 15, soprannominato The Snails (le chiocciole) o The Flying Escargot (la chiocciola volante), è un gruppo di astronauti selezionato dalla NASA nel dicembre del 1994.

## Elenco degli astronauti

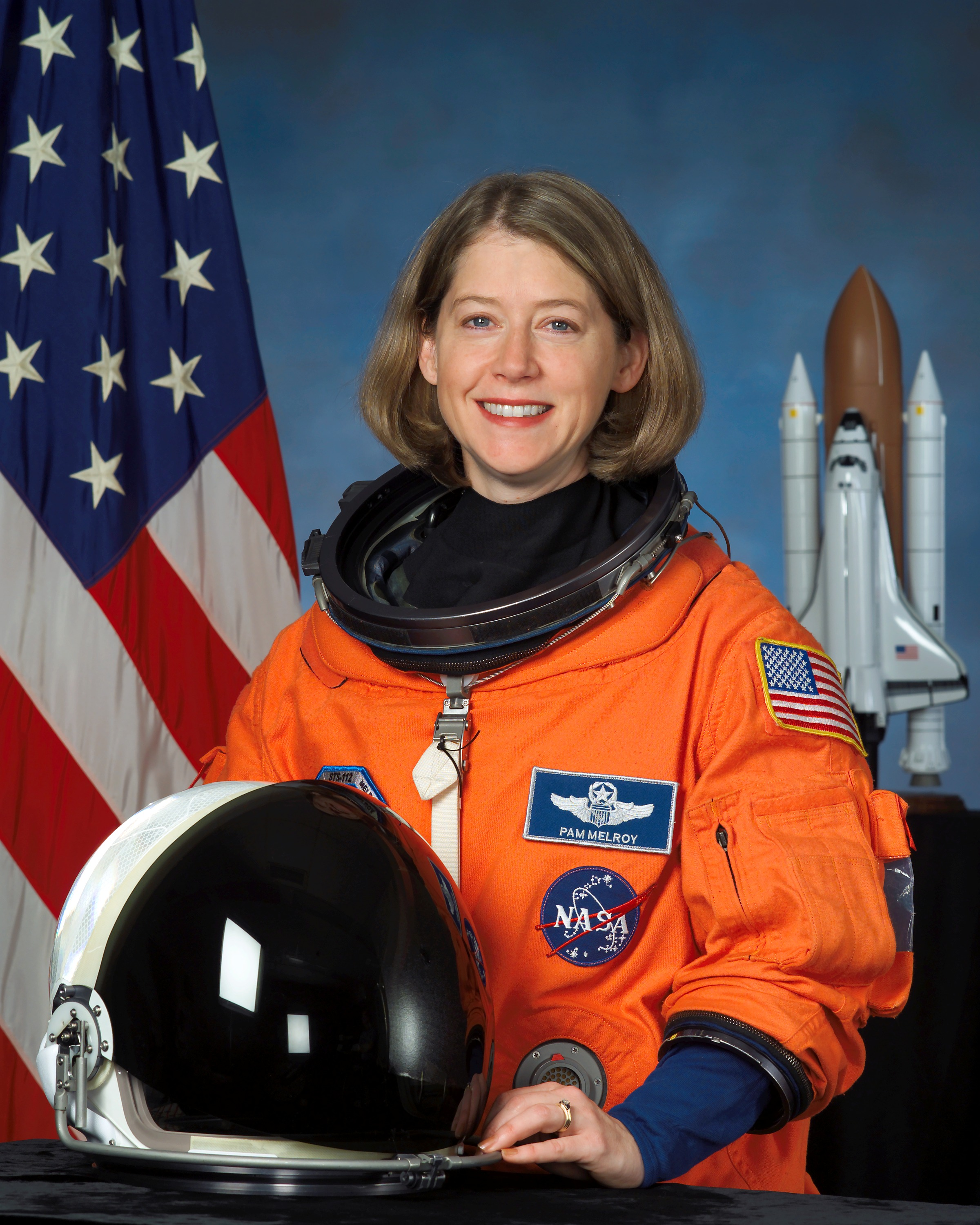
Pamela Melroy

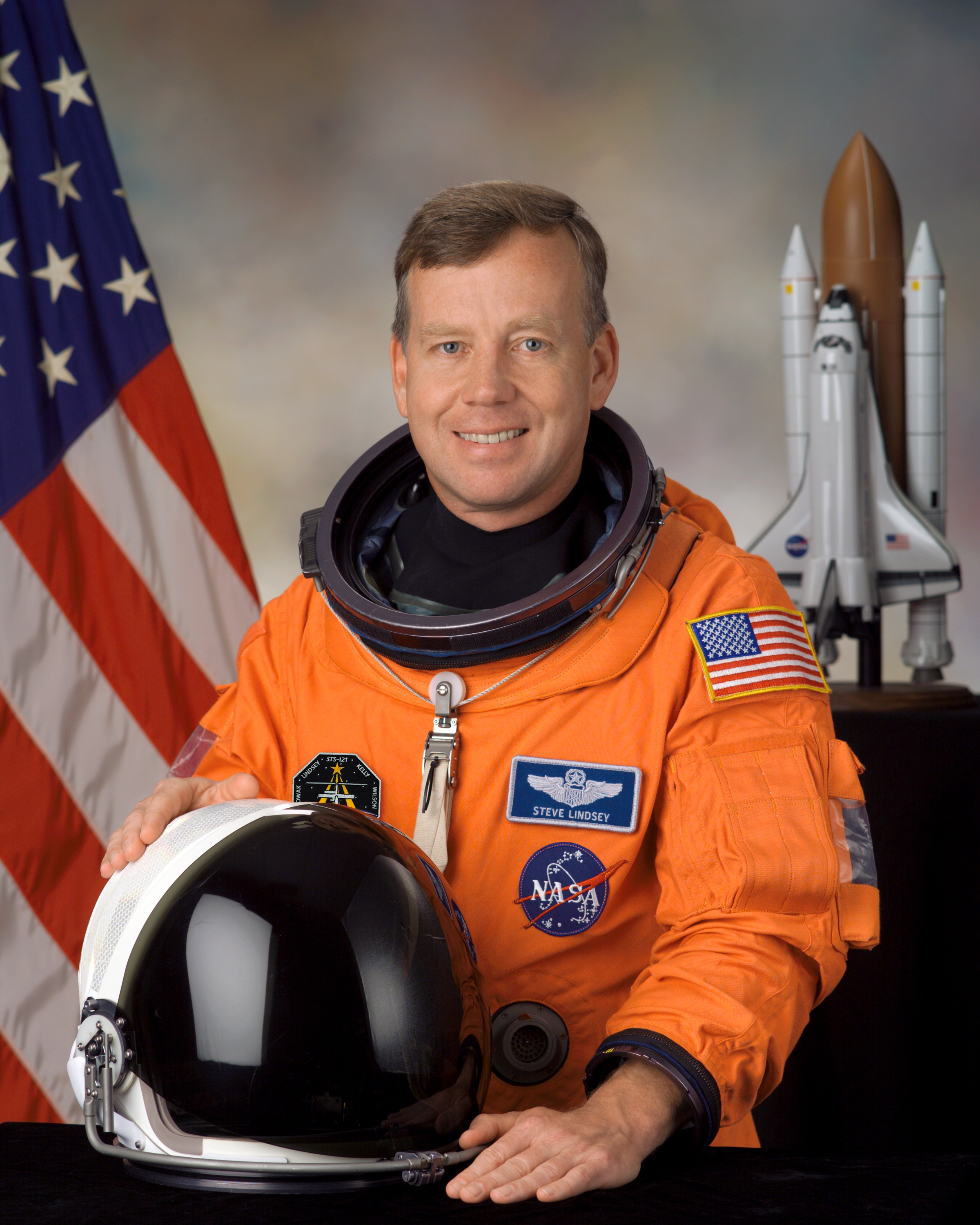
Steven Lindsey

### Piloti
- Scott Altman[1]

STS-90, Pilota
STS-106, Pilota
STS-109, Comandante
STS-125, Comandante
- Jeffrey Ashby[2]

STS-93, Pilota
STS-100, Pilota
STS-112, Comandante
- Michael Bloomfield[3]

STS-86, Pilota
STS-97, Pilota
STS-110, Comandante
- Joe Edwards[4]

STS-89, Pilota
- Dominic Gorie[5]

STS-91, Pilota
STS-99, Pilota
STS-108, Comandante
STS-123, Comandante
- Rick Husband[6]

STS-96, Pilota
STS-107, Comandante
- Steven Lindsey[7]

STS-87, Pilota
STS-95, Pilota
STS-104, Comandante
STS-121, Comandante
STS-133, Comandante
- Pamela Melroy[8]

STS-92, Pilota
STS-112, Pilota
STS-120, Comandante
- Susan Kilrain[9]

STS-83, Pilota
STS-94, Pilota
- Frederick Sturckow[10]

STS-88, Pilota
STS-105, Pilota
STS-117, Comandante
STS-128, Comandante

### Specialisti di Missione

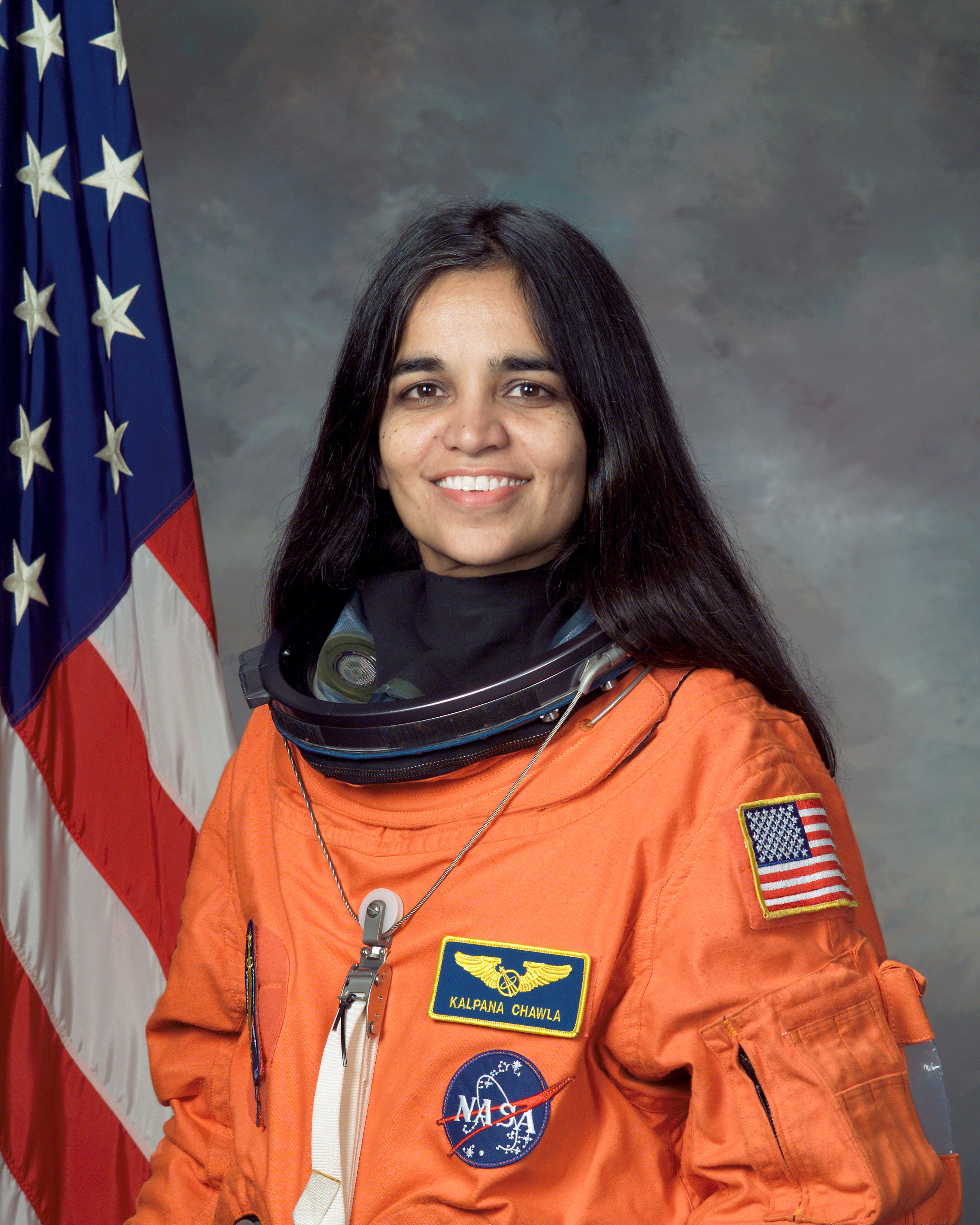
Kalpana Chawla

- Michael Anderson[11]

STS-89, Specialista di Missione
STS-107, Specialista di Missione
- Kalpana Chawla[12]

STS-87, Specialista di Missione
STS-107, Specialista di Missione
- Robert Curbeam[13]

STS-85, Specialista di Missione
STS-98, Specialista di Missione
STS-116, Specialista di Missione
- Kathryn Hire[14]

STS-90, Specialista di Missione
STS-130, Specialista di Missione
- Janet Kavandi[15]

STS-91, Specialista di Missione
STS-99, Specialista di Missione
STS-104, Specialista di Missione
- Edward Lu[16]

STS-84, Specialista di Missione
STS-106, Specialista di Missione
Sojuz TMA-2, Ingegnere di volo
Expedition 7, Ingegnere di volo
- Carlos Noriega[17]

STS-84, Specialista di Missione
STS-97, Specialista di Missione
- James Reilly[18]

STS-89, Specialista di Missione
STS-104, Specialista di Missione
STS-117, Specialista di Missione
- Stephen Robinson[19]

STS-85, Specialista di Missione
STS-95, Specialista di Missione
STS-114, Specialista di Missione
STS-130, Specialista di Missione

### Specialisti di Missione internazionali
- Jean-Loup Chrétien[20]

Sojuz T-6, Cosmonauta ricercatore
Sojuz TM-7 / Sojuz TM-6, Cosmonauta ricercatore
STS-86, Specialista di Missione
- Takao Doi[21]

STS-87, Specialista di Missione
STS-123, Specialista di Missione
- Michel Tognini[22]

Sojuz TM-15 / Sojuz TM-14, Cosmonauta ricercatore
STS-93, Specialista di Missione
- Dafydd Williams[23]

STS-90, Specialista di Missione
STS-118, Specialista di Missione